# Stasimopus nigellus
Espèce
Stasimopus nigellus est une espèce d'araignées mygalomorphes de la famille des Stasimopidae.

## Distribution
Cette espèce est endémique d'Afrique du Sud. Elle se rencontre dans le Nord-Ouest vers Potchefstroom et l'État-Libre vers Koppies.

## Description
Le mâle holotype mesure 9 mm.

## Publication originale
- Pocock, 1902 : Some new African spiders. Annals and Magazine of Natural History, sér. 7, vol. 10, p. 315-330 (texte intégral).